# Retable de Pilgrim II
Le Retable de Pilgrim II (Pala di Pellegrino II en italien) est un bas-relief médiéval en argent doré et repoussé, exposé dans la cathédrale de Cividale del Friuli, dans la province d'Udine en Italie. L'œuvre fut donnée en 1200 par Pilgrim II, patriarche d'Aquilée, et couronne l'autel de l'église Santa Maria Assunta. Elle représente Marie et l'Enfant Jésus entourés d'archanges et d'une multitude de saints. Le nom est impropre, car, à l'origine, l'œuvre était placée devant l'autel, alors qu'elle ne remplit la fonction de retable qu'à partir du XVIe siècle, lorsqu'elle est déplacée à son emplacement actuel.
La richesse de la décoration, la facture toreutique et la technique de production typographique précoce de ses épigraphies latines à l'aide de caractères mobiles, rendent l'ouvrage d'un extrême intérêt tant pour l'histoire de l'art que pour l'histoire de la typographie.

## Description

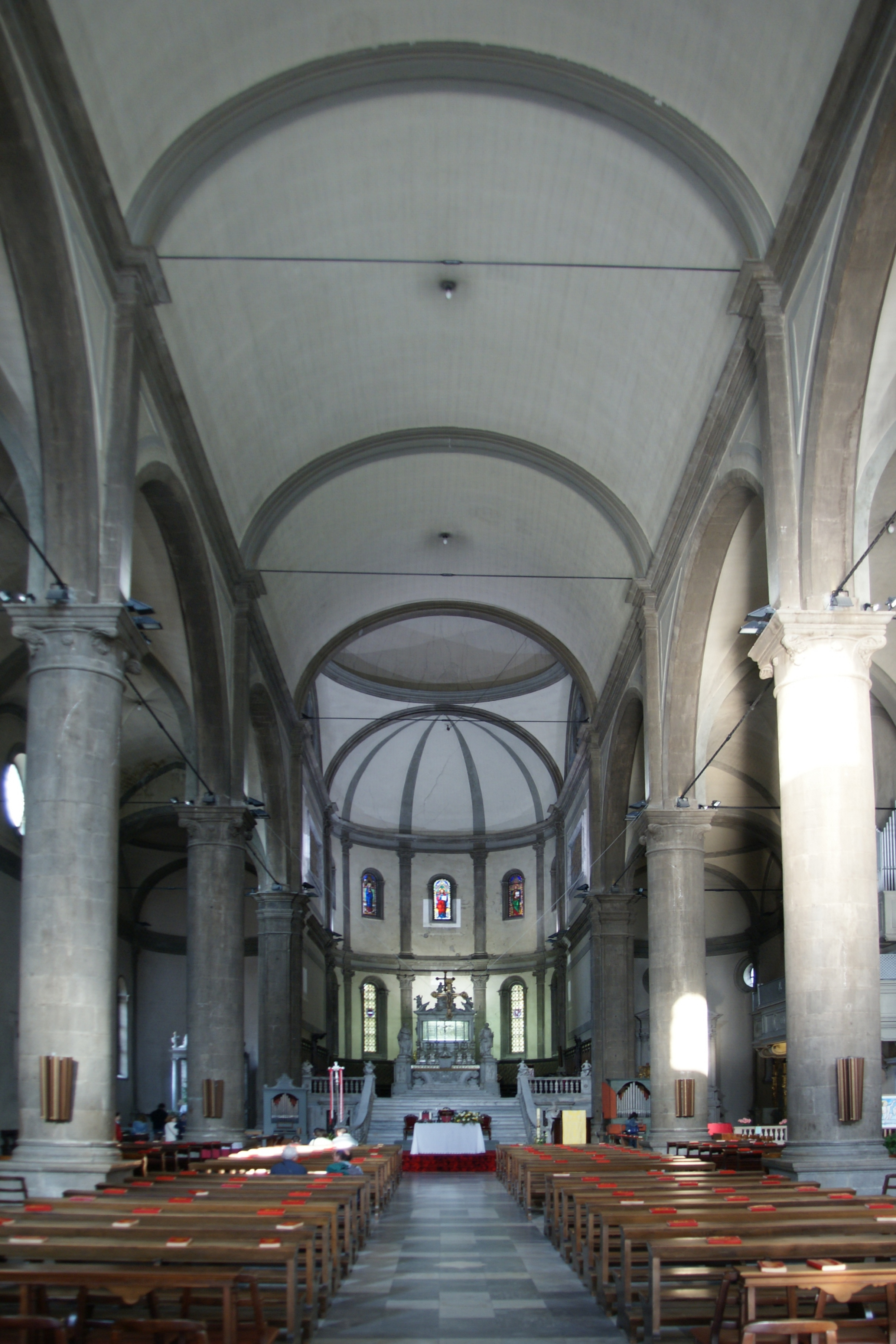
Vue de la nef vers le retable illuminé dans le chœur.

La dalle rectangulaire du retable, haute d'environ un mètre et large de deux mètres, domine dans une vitrine moderne le maître-autel du chœur. Le retable est un don votif de Pilgrim II (nom latin Pellegrinus ), qui fut patriarche d'Aquilée de 1195 à 1204.
Le retable est structuré en quatre parties : le centre forme le triptyque, qui montre Marie comme la Mère de Dieu (lat. Mater Dei ) avec l'Enfant Jésus sur ses genoux ; de gauche à droite, les archanges Michel et Gabriel courent à la rencontre de la Mère assise avec l'Enfant, apportant la myrrhe avec eux. La scène se déroule sous un arc à trois arches. Le triptyque est flanqué de chaque côté d'une subdivision, dans laquelle se trouvent 25 saints les uns à côté des autres, chacun sur trois rangées horizontales. Toutes les figures sont signalées par leur nom à l'exception de l'Enfant Jésus. Le cadre court autour du triptyque et des deux subdivisions, dans lesquelles sont représentés des médaillons sans inscriptions. Dans la partie horizontale supérieure du cadre sont représentés le Jésus-Christ et Jean-Baptiste ainsi que les quatre évangélistes. En bas à l'opposé, une inscription d'accompagnement permet d'identifier Pilgrim II agenouillé aux pieds de Marie, comme offrant le retable. L'inscription votive court horizontalement le long des ébrasements des deux cadres en bois, contenant un poème en dix vers léonins, typique de la poésie latino-médiévale dont le contenu de bon augure se résout dans une ultime invocation menaçante contre tout sacrilège.

## Typographie
Toutes les inscriptions du retable sont écrites en latin médiéval. Le caractère typographique de l'inscription votive est généralement classé comme une écriture gothique. Pour la réalisation des inscriptions, selon l'opinion unanime des commentateurs modernes, les caractères ont été martelés les uns après les autres dans la plaque d'argent au moyen de marques de poinçons individuels. Cette méthode typographique se reconnaît au fait que les caractères satisfont clairement au critère d'identité typographique : chaque chiffre d'un caractère doit provenir du même poinçon. Ce fait est mis en évidence, entre autres, par le « R » défectueux qui est répété dans tout le texte, ce qui indique l'utilisation du même poinçon endommagé. Les personnages dépassent en haut-relief de cavités rectangulaires, créées par les bases en bas-relief des poinçons ; la séparation entre les caractères et leurs cavités par des bords durs est une autre indication de l'utilisation séquentielle des poinçons de lettres individuelles. De plus, les caractères ne sont pas toujours alignés, mais, pour ainsi dire, « dansent » sur la ligne de base, suggérant l'utilisation de poinçons de lettres séparés.
On peut distinguer au total l'utilisation d'une quarantaine de polices d'écriture, qui apparaissent à parts à peu près égales dans des tailles de caractères plus petites et plus grandes. Les noms des saints et l'inscription votive du patriarche sont gravés avec les caractères plus petits, tandis que les autres servent à imprimer les noms des archanges, la Mère de Dieu, les abréviations sanctus/sancta et l'inscription sur deux lignes. Cette dernière a été estampée sur huit bandes d'argent, qui ont ensuite été enfilées et clouées sur la sous-structure en bois du retable.
Selon l'historien de l'art Angelo Lipinsky, la technique typographique pourrait avoir été empruntée à l'aire culturelle byzantine, où des inscriptions ainsi réalisées aux Xe et XIIe siècles se retrouvent sur les staurothèques et les reliquaires. Cependant, un échantillon de vérification de cette hypothèse sur la staurothèque de Limbourg datant de la même période, a montré que l'inscription était directement gravée dans le métal. Il est probable que la technique utilisée dans le Retable de Pilgrim II soit une adaptation de techniques déjà connues de l'art de l'orfèvrerie. Les poinçons utilisés pour les inscriptions sur la tabula, qui ont une hauteur comprise entre 1 et 1,5 cm, représentent simplement une évolution de la typologie adoptée par les orfèvres pour « signer » leurs artefacts. Ces outils particuliers, réalisés en très petites tailles (de 2 à 4 mm), ont longtemps été utilisés pour décorer des médailles ou des monnaies, pour réaliser des lettres alphabétiques en relief sur des reliures en cuir, ou pour mouler des matrices en terre argileuse utiles à la création de sceaux. Les témoignages médiévaux à cet égard sont nombreux, surtout dans des productions de la région de la Vénétie, tandis que les exemples significatifs manquent dans le Frioul. Dans la comparaison avec les techniques d'impression à caractères mobiles, encore à venir en Europe, il faut tenir compte du fait que les poinçons utilisés par le maître du Retable de Pilgrim II sont réalisés en négatif pour obtenir le repoussé en relief des caractères, tandis que le procédé d'impression utilisé par Johannes Gutenberg comprenait des caractères positifs.
L'inscription votive de Prüfening de 1119 est un autre exemple primitif de la production de textes typographiques en Occident latin, qui diffère cependant par quelques détails techniques : l'inscription apparaît en bas-relief et la plaque est en argile à la place d'argent. Des moules (en bois) ont été utilisés à la place des poinçons métalliques en correspondance avec la dureté inférieure du matériau de support.